# 謝震廷
謝震廷（1993年10月10日—），台灣創作男歌手、吉他手、詞曲作者、編曲人、音樂製作人，目前共發行兩張個人全創作專輯。2007年13歲那年參加第一屆超級星光大道，以年紀最小最具潛力參賽者出道。2015年12月31日推出個人首張創作專輯《查理 Progress Reports》，獲得第27屆金曲獎『最佳新人獎』。之後2018年12月20日推出第二張全創作專輯《愛麗絲 Where Are We Going ?》入圍多項金曲獎，獲得第12屆Freshmusic Awards 最佳男演唱人獎，以及獲得南方都市報的年度十大華語唱片、最佳國語男歌手獎。

## 早年
謝震廷出生於臺中市，先後就讀臺中市北屯區北屯國民小學、臺中市立五權國民中學、崇仁醫護管理專科學校應用外語科。

## 職業生涯

### 《超級星光大道》
2007年參加中視《超級星光大道》，進入前十強，排名第八。在星光幫成員中是年齡最小，當時只有十三歲卻擁有成熟歌唱技巧，特別受到矚目。賽後便與星光幫發行了《星光同學會》、《愛星光精選》兩張合輯，並拍攝〈因為我相信〉與〈總在我身旁〉音樂錄影帶。
2010年，參加中視《超級星光大道 星光傳奇賽》，以創作歌手的姿態重返《超級星光大道》舞台，自習兩年吉他挑戰約翰·梅爾（John Mayer）的〈Neon〉，在第一集便奪下22分並引起評審及網路上一陣討論，成功扭轉過去形象；評審還誤以為是放伴唱帶而非現場演奏，並驚呼「這真的是你彈的嗎」。隔年便與超偶幫選手吳汶芳共組「Double 2 樂團」，擔任和音吉他手，拍攝〈零距離〉、〈安全感〉兩支音樂錄影帶，並參與許多演出。
| 第一屆《超級星光大道》 | 第一屆《超級星光大道》        | 第一屆《超級星光大道》                     |
| 集數                   | 賽程                          | 演唱曲目                                   |
| ---------------------- | ----------------------------- | ------------------------------------------ |
| 00                     | 超級星光大道選秀會            | 吳克群〈明天過後〉                         |
| 01                     | 百萬巨星殊死戰(上)            | 王力宏〈Forever Love〉／曹格〈Superwoman〉 |
| 04                     | 艱難的戰役：50人取20人(下)    | TANK〈我們小時候〉                         |
| 09                     | 鹿死誰手：一對一PK賽(下)      | 陶喆〈似曾相識〉                           |
| 11                     | 石破天驚：快歌指定賽          | 陶喆〈找自己〉                             |
| 12                     | 合唱歌曲：16強合唱指定賽      | 吳宗憲&溫嵐〈屋頂〉ft.安伯政               |
| 13                     | 15強淘汰賽                    | 陶喆〈天天〉                               |
| 14                     | 大震撼！臨場狀況考驗淘汰賽    | 陶喆〈流沙〉                               |
| 15                     | 優勝劣敗：1對1PK賽            | 張智成〈愛情樹〉                           |
| 15                     | 優勝劣敗：1對1PK賽            | TANK〈千年淚〉                             |
| 16                     | 挑戰．試煉：藝人合唱指定賽    | 張宇〈趁早〉ft.張宇                        |
| 17                     | 機會．命運：踢館挑戰賽Part I  | 林俊傑〈只對你說〉                         |
| 18                     | 隱藏的危機：踢館挑戰賽Part II | 蔡旻佑〈我可以〉                           |
| 19                     | 心魔：踢館挑戰賽Part III      | 吳克群〈吳克群〉                           |
| 20                     | 終極版指名踢館賽              | 羅志祥〈力量〉                             |

| 《超級星光大道 星光傳奇賽》 | 《超級星光大道 星光傳奇賽》 | 《超級星光大道 星光傳奇賽》             | 《超級星光大道 星光傳奇賽》                    |
| 首播日期                    | 賽程                        | 演唱曲目                                | 結果                                           |
| --------------------------- | --------------------------- | --------------------------------------- | ---------------------------------------------- |
| 2010/05/28                  | 星光傳奇選手決定賽          | John Mayer〈Neon〉                      | 22分                                           |
| 2010/06/04                  | 史無前例 跨屆一對一PK       | 謝震廷〈你的行李〉                      | 18分 敗簡鳳君                                  |
| 2010/06/11                  | 夢幻對決 終極分組對抗賽     | 黃立行〈冷水澡〉                        | 5票 與張心傑&楊駿文合作 勝林道遠&胡采書&魏如昀 |
| 2010/06/25                  | 撼動人心 地獄悲歌挑戰（下） | 盧廣仲〈再見勾勾〉 梁靜茹〈可惜不是你〉 | 15分 獲得第十四名                              |

### 後續事業
2012年開始以創作歌手姿態到台灣各livehouse巡迴演出，並投入蔡政勳旗下，加盟任督二脈音樂工作室，活動商演皆較過去頻繁與豐富，livehouse預售票常售罄。2013年開始以創作歌手定位，並與十全娛樂正式簽約，並進行籌備音樂作品。同年也參加公視《音樂創世紀》音樂選秀節目，在節目中發表許多自創詞曲作品展現其才華，名次為"未入九強"。
在2015年12月31日推出個人首張創作專輯《查理 Progress Reports》，2016年3月18日以台灣代表參加2016年《香港亞洲流行音樂節》亞洲超級新星大賽。2016年5月13日第27屆金曲獎公布入圍名單，謝震廷獲提名最佳國語專輯獎、最佳新人獎與最佳單曲製作人獎，6月25日最終榮獲『最佳新人獎』，也是繼星光三班的徐佳瑩後，第二位從《超級星光大道》比賽選手畢業後獲得金曲獎的星光幫歌手。
在2018年12月20日發行了第二張專輯《愛麗絲 Where Are We Going ?》獲得2018年中華音樂人交流協會年度十大專輯獎《愛麗絲 Where Are We Going ？》，獲得第12屆Freshmusic Awards 年度10大專輯《愛麗絲 Where Are We Going？》、年度10大單曲《小星星》、最佳男演唱人，並入圍第30屆金曲獎最佳國語男歌手獎、最佳國語專輯獎、最佳國語男歌手獎、最佳單曲製作人獎、年度專輯獎。
在2019年上半年舉辦「Where are we going? 音樂分享會」與粉絲交流音樂，首站06月11日在上海 YUNIK酒店，06月12日上海 HErstory ART ZONE，06月13日上海對外經貿大學 、西西弗書店，06月14日杭州西西弗書店，06月16日杭州中國計量大學，以及06月21日北京機遇空間秘密花園。下半年舉辦「夢遊先進城市巡演」，10月12日北京站，10月13日蘇州站，10月16日杭州站，10月17日上海站，10月18日西安站，10月20日長沙站，10月23日重慶站，10月24日成都站，到各地與粉絲分享音樂。
2020年持續努力創作、專研樂器，參與多場商演活動，並於8月30日參與「讚聲演唱會」個唱演出，接著下半年與其它同樣愛音樂、喜愛吉他的音樂人一起玩音樂，11月28日參與「因為愛琴演唱會」活動演出，與羅大佑、王治平、黃國倫、陳子鴻、Roberto Zayas、董運昌一同進行演出。
2021年持續創作音樂，也時常在社群平台上透過問答、直播與粉絲們互動、吉他教學與創作技巧教學;對於吉他方面精心專研，平日每日練琴超過8小時，也會親手從事舊化改裝琴，賦予吉他不同面貌，並創立全單板手工吉他品牌 — 「阿爾吉儂 Algernon Guitars」。此外，他也持續不斷編曲創作琢磨新的音樂、吸收吉他知識技巧，上半年有受邀至馬偕音樂節活動擔任表演嘉賓，也受邀至2021第35屆KCON歌唱大賽擔任評審，替選手進行講評之外，也現場帶來音樂表演。
2022年持續努力創作音樂，4月23日舉辦「與」live演唱會，並帶來演唱會同名歌曲《與》首唱

## 音樂作品

#### 錄音室專輯
| 發行順序 | 資料                                                                                             | 曲目 |
| -------- | ------------------------------------------------------------------------------------------------ | --- |
| 1st      | 《查理 Progress Reports》 - 發行日期：2015年12月31日 - 唱片公司：十全媒體娛樂 - 語言：國語       | 曲目 1. 走 2. 燈光 3. 很想很想你 4. You Found Me 5. 死地活賴 6. 吳麗的歌 7. 濕了分寸 8. 忘記 9. 你的行李 (feat. 徐靖玟) 10. 查理 |
| 2nd      | 《愛麗絲 Where Are We Going ?》 - 發行日期：2018年12月20日 - 唱片公司：十全媒體娛樂 - 語言：國語 | 曲目 1. 夢遊先進 2. 愛麗絲 3. 喧鬧 4. 小星星 5. 塑膠花 6. 藝術家的假期 7. 餘生 8. 不想再失去你 9. 兔子洞 10. 最想到達的地方      |
| 3rd      | 謝震廷同名專輯 - 發行日期：預計2025年秋季 - 唱片公司： - 語言：國語                              | 曲目 1. 與 2. 快樂的人 3. 撥雲                                                                                                   |

#### 錄音室單曲
| 發行順序 | 資料                                                                    | 曲目      |
| -------- | ----------------------------------------------------------------------- | --------- |
| 1st      | 《年》 - 發行日期：2016年12月24日 - 唱片公司：十全媒體娛樂 - 語言：國語 | 曲目 1.年 |

#### 錄音室合輯
| 發行日期   | 合輯名稱                            | 曲目                       |
| ---------- | ----------------------------------- | -------------------------- |
| 2007-06-29 | 星光同學會 超級星光大道10強紀念合輯 | 〈我們小時候〉<因為我相信> |
| 2007-10-05 | 愛星光精選 昨天今天明天             | 〈我可以〉<總在我身旁>     |

### Double 2 樂團

#### 單曲
- 安全感
- 零距離

## 演出作品

### 舞台劇
- 2018年 《Re/turn》客串 歌手

## 代言作品

### 公益代言
| 年份   | 名稱                           | 備註               |
| ------ | ------------------------------ | ------------------ |
| 2021年 | 《家扶基金會》- 兒少心事誰人知 | 2021兒童人權記者會 |

## 獎項記錄
| 年份   | 屆次                       | 專輯                            | 獎項               | 入圍                            | 結果 |
| ------ | -------------------------- | ------------------------------- | ------------------ | ------------------------------- | ---- |
| 2016年 | 第27屆金曲獎               | 《查理 Progress Reports》       | 最佳國語專輯獎     | 《查理 Progress Reports》       | 提名 |
| 2016年 | 第27屆金曲獎               | 《查理 Progress Reports》       | 最佳新人獎         | 《查理 Progress Reports》       | 獲獎 |
| 2016年 | 第27屆金曲獎               | 《查理 Progress Reports》       | 最佳單曲製作人獎   | 謝震廷、蔡政勳〈燈光〉          | 提名 |
| 2016年 | 第9屆Freshmusic Awards     | 《查理 Progress Reports》       | 年度最佳單曲       | 〈燈光〉                        | 獲獎 |
| 2016年 | 第9屆Freshmusic Awards     | 《查理 Progress Reports》       | 年度10大單曲       | 〈燈光〉                        | 獲獎 |
| 2016年 | 第9屆Freshmusic Awards     | 《查理 Progress Reports》       | 年度10大專輯       | 《查理 Progress Reports》       | 獲獎 |
| 2016年 | 第16屆全球華語歌曲排行榜   | 《查理 Progress Reports》       | 最受歡迎新人獎     | 不適用                          | 獲獎 |
| 2019年 | 第30屆金曲獎               | 《愛麗絲 Where Are We Going ?》 | 年度專輯獎         | 《愛麗絲 Where Are We Going ?》 | 提名 |
| 2019年 | 第30屆金曲獎               | 《愛麗絲 Where Are We Going ?》 | 最佳國語專輯獎     | 《愛麗絲 Where Are We Going ?》 | 提名 |
| 2019年 | 第30屆金曲獎               | 《愛麗絲 Where Are We Going ?》 | 最佳國語男歌手獎   | 《愛麗絲 Where Are We Going ?》 | 提名 |
| 2019年 | 第30屆金曲獎               | 《愛麗絲 Where Are We Going ?》 | 最佳單曲製作人獎   | 謝震廷、陳君豪〈愛麗絲〉        | 提名 |
| 2019年 | 第10屆金音創作獎           | 《愛麗絲 Where Are We Going ?》 | 最佳創作歌手獎     | 《愛麗絲 Where Are We Going ?》 | 提名 |
| 2019年 | 第10屆金音創作獎           | 《愛麗絲 Where Are We Going ?》 | 最佳另類流行專輯獎 | 《愛麗絲 Where Are We Going ?》 | 提名 |
| 2019年 | 第10屆金音創作獎           | 《愛麗絲 Where Are We Going ?》 | 最佳另類流行單曲獎 | 〈愛麗絲 1993〉                 | 提名 |
| 2019年 | 2018年度中華音樂人交流協會 | 《愛麗絲 Where Are We Going ?》 | 2018年度十大專輯   | 《愛麗絲 Where Are We Going？》 | 獲獎 |
| 2019年 | 第12屆Freshmusic Awards    | 《愛麗絲 Where Are We Going ?》 | 年度10大專輯       | 《愛麗絲 Where Are We Going？》 | 獲獎 |
| 2019年 | 第12屆Freshmusic Awards    | 《愛麗絲 Where Are We Going ?》 | 年度10大單曲       | 〈小星星〉                      | 獲獎 |
| 2019年 | 第12屆Freshmusic Awards    | 《愛麗絲 Where Are We Going ?》 | 最佳男演唱人       | 《愛麗絲 Where Are We Going？》 | 獲獎 |
| 2019年 | 第19屆華語音樂傳媒大獎     | 《愛麗絲 Where Are We Going ?》 | 最佳國語男歌手     | 《愛麗絲 Where Are We Going？》 | 獲獎 |

### 其他獎項
- 2007年：第一屆《超級星光大道》：第八名
- 2010年：《超級星光大道 星光傳奇賽》：第十四名
- 2010年：TeenPower搖滾高校：第一名、最佳主唱獎、最佳作曲獎、最佳樂團獎(南征北討Trio)
- 2011年：第五屆 世新新弦獎 創作組：第三名
- 2013年：音樂創世紀：未進入九強
- 2016年：2016年香港亞洲流行音樂節 亞洲超級新星大賽：最受歡迎新星隊制大獎(紅隊)

## 演唱會/活動出席
- 2012 淡江大學講座表演
- 2015 <走 環島Live巡迴>
- 2015 開南大學小草原音樂節
- 2015 開南大學 六弦吉他社擔任評審與講座的講者
- 2015台師大-師韻獎擔任評審與講座講者
- 2015Simple Life簡單生活
- 2016亞洲流行音樂節
- 2016實踐58週年校慶
- 2016超犀利趴
- 2016二十八屆輔大民謠吉他社表演
- 2016第39屆逢韻獎決賽表演嘉賓
- 2016 不流浪音樂會
- 2016遠企- 2016清華境界高爾夫球隊台北邀請賽歡迎晚宴活動
- 2016淡江大學書卷廣場活動
- 2016發條音樂節 Winder Music Festival
- 2016呼叫音樂節
- 2016上海簡單生活節
- 2016馬來西亞 988電台 20週年台慶晚會
- 2016台科大 TEDxNTUST-2016「破牆」年會
- 2016 ELLE TAIWAN雜誌 ELLE25週年公益演唱會
- 2016—屏女 <校園不快閃>高校音樂講座
- 2017新加坡 2017華藝節
- 2016 清韻獎評審
- 2017師大附中校慶
- 2017清華大學南大校區 草莓節校園演唱會
- 2017政大之夜 屬於我們的頻率
- 2017北京大學 北京十佳歌手總決賽評委
- 2017臺南大學 夏日感謝祭
- 2017 3hrs換氣飛行 拼盤演唱會
- 2017中興大學 畢業舞會
- 2017臺北大學 夢響音樂節
- 2017實踐大學 Summer Star夏日星空 校唱
- 2017 金曲國際音樂節
- 2017 覺醒音樂祭
- 2017成功大學第七屆成功登大人活動
- 2017點燈-《老師我愛您》演唱會
- 2017白晝之夜活動
- 2017太平洋觀光節
- 2018 馬偕音樂節
- 2018台南人劇團【Re/turn巡演場】特別嘉賓 演舞台劇
- 2018高雄科大校唱
- 2018解放音樂節
- 2018宏國德霖科大講座
- 2018世新大學講座
- 2018文化大學講座
- 2018輔仁大學講座
- 2018龍華科大講座
- 2019新竹東風音樂季
- 2019政大校唱
- 2019 馬來西亞天空音樂節
- 2019 春天吶喊
- 2019大港開唱
- 2019台大音樂節
- 2019心相印活動
- 2020北科大赤弦獎活動
- 2020 台中文學季活動
- 2020 讚聲個人專場演唱會
- 2020因為愛琴演唱會
- 2020北科大赤弦獎
- 2020綠色和平活動
- 2020和平島海派島電趴
- 2021 馬偕音樂節活動
- 2021 第35屆KCON歌唱大賽評審
- 2022 「與」live演唱會
- 2022 淺動音樂文藝營
- 2025 謝震廷 Eli Hsieh【快樂的人 Happy-Sad】SUB LIVE 臺北演唱會

## 外部連結
- 謝震廷的Facebook專頁
- 謝震廷的新浪微博
- 謝震廷的Instagram帳戶
- 謝震廷Eli Hsieh官方YouTube頻道 （页面存档备份，存于）
- 謝震廷的Facebook專頁謝震廷吉他品牌Algernon 阿爾吉儂